# Haludaria fasciata
Haludaria fasciata è un pesce d'acqua dolce appartenente alla famiglia Cyprinidae.

## Distribuzione e habitat
Endemico dell'India meridionale dove vive in acque correnti.

## Alimentazione
Onnivoro.

## Acquariofilia
H. fasciata è un pesce che viene allevato e riprodotto in acquariofilia.

## Conservazione
La specie è comune e non è attualmente considerata come minacciata ma alcune parti del suo areale sono interessate da inquinamento idrico e da modificazioni dell'habitat oltre che dall'introduzione di specie aliene come Xiphophorus maculatus.